# Мост (район)
Райо́н Мост (чеш. okres Most) — один из семи районов Устецкого края Чешской Республики. Административный центр — город Мост. Площадь — 467,16 кв. км., население составляет 120 619 человек. В районе насчитывается 26 муниципалитетов, из которых шесть — города.

## География
Расположен на севере края. Граничит с районами Хомутов, Теплице и Лоуни Устецкого края. На севере — государственная граница с Германией.

## Города и население
Данные на 2009 год:
| Город                | Население |
| -------------------- | --------- |
| Мост                 | 69 572    |
| Литвинов             | 28 243    |
| Мезиборжи            | 5 014     |
| Лом                  | 3 912     |
| Горни-Йиржетин       | 2 109     |
| Гора-Свате-Катержини | 423       |

| Всего           | Женщин           | Мужчин           |
| --------------- | ---------------- | ---------------- |
| 120 619 (100 %) | 60 277 (49,97 %) | 60 342 (50,03 %) |

Средняя плотность — 258 чел./км²; 90,59 % населения живёт в городах.